# The Prophets Have Spoken
The Prophets Has Spoken es un álbum en vivo de la banda estadounidense de rock progresivo Kansas y fue publicado en 2011 por la discográfica Sony Music Entertainment.
Esta producción se compone de dos discos compactos y fue grabada el 14 de junio de 2011 durante un concierto realizado en el Cultuurpodium Boerderij de la ciudad de Zoetermeer, en la provincia de Holanda Meridional, Países Bajos.

## Lista de canciones

### Disco uno
| Side one |                        |                                       |          |  |
| N.º      | Título                 | Escritor(es)                          | Duración |  |
| 1.       | «Howling at the Moon»  | Kerry Livgren                         |          |  |
| 2.       | «Musicatto»            | Steve Walsh / Steve Morse             |          |  |
| 3.       | «Belexes»              | Kerry Livgren                         |          |  |
| 4.       | «Point of Know Return» | Walsh / Robby Steinhardt / Phil Ehart |          |  |
| 5.       | «Song for America»     | Kerry Livgren                         |          |  |
| 6.       | «Billy Speaks»         |                                       |          |  |
| 7.       | «On the Other Side»    | Kerry Livgren                         |          |  |
| 8.       | «Hold On»              | Kerry Livgren                         |          |  |
| 9.       | «Dust in the Wind»     | Kerry Livgren                         |          |  |

### Disco dos
| Side one |                           |                               |          |  |
| N.º      | Título                    | Escritor(es)                  | Duración |  |
| 1.       | «Billy Speaks»            |                               |          |  |
| 2.       | «The Wall»                | Walsh / Livgren               |          |  |
| 3.       | «Cheyenne Anthem»         | Kerry Livgren                 |          |  |
| 4.       | «Icarus»                  | Kerry Livgren                 |          |  |
| 5.       | «Miracles Out of Nowhere» | Kerry Livgren                 |          |  |
| 6.       | «Portrait (He Knew)»      | Walsh / Livgren               |          |  |
| 7.       | «Crowd Cheering»          |                               |          |  |
| 8.       | «Fight Fire with Fire»    | John Elefante / Dino Elefante |          |  |
| 9.       | «Carry On Wayward Son»    | Kerry Livgren                 |          |  |

## Créditos
- Steve Walsh — voz principal y teclados
- David Ragsdale — violín, guitarra eléctrica y coros
- Rich Williams — guitarra acústica y guitarra eléctrica
- Billy Greer — bajo, guitarra acústica y coros
- Phil Ehart — batería